# 鳥喙五
杜鵑座ρ，又名CP-66 47，HD 4089、SAO 248237、HR 187，是杜鵑座的一颗恒星，视星等为5.39，位于銀經304.43，銀緯-51.63，其B1900.0坐标为赤經0h 38m 12s，赤緯-66° -51.63′ 3″。